# Andrew Waddell
Andrew Wilson Waddell (1950. szeptember 26. –) skót nemzetközi labdarúgó-játékvezető.

## Pályafutása

### Nemzeti játékvezetés
Játékvezetésből 1965-ben vizsgázott. A Skót Labdarúgó-szövetség (SFA) Játékvezető Bizottságának (JB) minősítésével  1973-tól a Championship, majd a Premiership játékvezetője. Küldési gyakorlat szerint rendszeres partbíró, majd 4. bírói szolgálatot is végzett. A nemzeti játékvezetéstől 1999-ben visszavonult.

#### Nemzetközi játékvezetés
A Skót labdarúgó-szövetség JB 1989-ben terjesztette fel nemzetközi játékvezetőnek, a Nemzetközi Labdarúgó-szövetség (FIFA) bíróinak keretébe. A FIFA JB központi nyelvei közül az angolt beszéli. Több nemzetek közötti válogatott, valamint Kupagyőztesek Európa-kupája, UEFA-kupa és Bajnokcsapatok Európa-kupájaklubmérkőzést vezetett, vagy működő társának partbíróként, később 4. bíróként segített. A skót nemzetközi játékvezetők rangsorában, a világbajnokság-Európa-bajnokság sorrendjében többedmagával a 20. helyet foglalja el 3 találkozó szolgálatával. A nemzetközi játékvezetéstől 1997-ben búcsúzott. Válogatott mérkőzéseinek száma: 5.

#### Labdarúgó-világbajnokság
Az 1989-es U16-os labdarúgó-világbajnokságon a FIFA JB a Skót Labdarúgó-szövetségtől partbírói feladatok végzésére több játékvezetőt kért. Ebben a korban a meghívott (nemzeti JB által küldött) partbírók még nem tartoztak a FIFA JB keretébe.
| Időpont          | Helyszín                      | Mérkőzés típusa              | Mérkőzés                                        | Játékvezető        | Eredmény | Nézők száma |
| ---------------- | ----------------------------- | ---------------------------- | ----------------------------------------------- | ------------------ | -------- | ----------- |
| 1989. június 10. | Dens Park Stadion, Dundee     | csoportmérkőzés (C. csoport) | Argentína–Kína                                  | Juan Pablo Escobar | 0 – 0    | 5000        |
| 1989. június 12. | Pittodrie Stadion, Aberdeen   | csoportmérkőzés (B. csoport) | NDK–Egyesült Államok                            | Wan Rashid Jaafar  | 5 – 2    | 2300        |
| 1989. június 14. | Dens Park Stadion, Dundee     | csoportmérkőzés (C. csoport) | Kínai U17-es labdarúgó-válogatott–Nigéria       | Wieland Ziller     | 0 – 3    | 6 000       |
| 1989. június 17. | Tynecastle Stadion, Edinburgh | egyik negyeddöntő            | Portugália–Argentin U17-es labdarúgó-válogatott | Frost Arie         | 2 – 1    | 5000        |

---
Az 1994-es labdarúgó-világbajnokságon a FIFA JB bíróként alkalmazta. Selejtező mérkőzéseket az UEFA zónában irányított.
| Időpont           | Helyszín                         | Mérkőzés típusa           | Mérkőzés              | Eredmény | Nézők száma |
| ----------------- | -------------------------------- | ------------------------- | --------------------- | -------- | ----------- |
| 1992. október 28. | Žalgiris Stadion, Vilnius        | előselejtező (3. csoport) | Litvánia–Lettország   | 1 – 1    | 3 000       |
| 1993. október 12. | Josy Barthel Stadion, Luxembourg | előselejtező (5. csoport) | Luxemburg–Görögország | 1 – 3    | 2 500       |

#### Labdarúgó-Európa-bajnokság
Az 1992-es labdarúgó-Európa-bajnokságon az UEFA JB játékvezetőként foglalkoztatta. Az 1988-as labdarúgó-Európa-bajnokságon partbíróként tevékenykedett.
| Időpont            | Helyszín                 | Mérkőzés típusa           | Mérkőzés           | Eredmény | Nézők száma |
| ------------------ | ------------------------ | ------------------------- | ------------------ | -------- | ----------- |
| 1991. november 13. | Neo GSZ Stadion, Larnaka | előselejtező (3. csoport) | Ciprus–Szovjetunió | 0 – 3    | 4 000       |

## Sportvezetőként
1999-től a Preston Athletic FC titkára lett. A skót Labdarúgó Liga alelnökeként a skót Labdarúgó-szövetség tagja.